# Gyna lineata
Gyna lineata är en kackerlacksart som beskrevs av Philippe Grandcolas 1994. Gyna lineata ingår i släktet Gyna och familjen jättekackerlackor. Inga underarter finns listade i Catalogue of Life.